# جوهر سليم
جوهر سليم دبلوماسي باكستاني. يشغل حاليا منصب سفير باكستان في ألمانيا منذ يناير 2016.

## التعليم
تلقى تعليمه في كلية حكومة لاهور وجامعة بنسلفانيا وجامعة جونز هوبكينز وجامعة جورجتاون.

## السيرة
شغل سليم مهام مختلفة في وزارة الخارجية الباكستانية وكذلك البعثات الدبلوماسية الباكستانية في الخارج بما في ذلك البرازيل وتركيا والولايات المتحدة والبوسنة والهرسك وكرواتيا. قبل تعيينه سفيرا في عام 2007 كان المدير العام لشئون أوروبا وأوراسيا في وزارة الخارجية بإسلام أباد.

### البوسنة والهرسك
شارك سليم على نطاق واسع في توسيع العلاقات بين باكستان والبوسنة والهرسك من خلال إقامته في سراييفو منذ عام 2008. أشرف على مشروع التعاون الإنمائي بمبلغ خمسة ملايين دولار أمريكي لضحايا مذبحة سربرنيتسا. أيد أيضا إقامة كرسي باكستان في جامعة سراييفو والتبادلات الثقافية بشكل أكبر بين باكستان والبوسنة والهرسك والزيارات الثنائية الهامة ووضع اللمسات الأخيرة لاتفاقية التجارة الثنائية والجهود المختلفة التي تهدف إلى توسيع التجارة بين البلدين.

### البحرين
عمل سليم في منصب سفير باكستان في البحرين من 2011 إلى 2014.

### وزارة الخارجية إسلام آباد
عمل سليم سكرتير وزير الخارجية والمدير العام لأكاديمية الخدمة الخارجية في إسلام آباد من 2014 إلى 2015.

### ألمانيا
في أكتوبر 2015 تم تعيينه سفيرا لباكستان إلى ألمانيا وتولى المنصب رسميا في يناير 2016.